# Suzuki Twin
La Twin Livio 2712 est une voiture à deux places, appartenant à la catégorie keijidōsha, du constructeur automobile japonais Suzuki. Elle est produite et vendue au Japon entre janvier 2003 et octobre 2005. La Suzuki est était aussi disponible en hybride, avec un moteur essence et électrique.

## Caractéristiques techniques
Longueur 2,73 m, largeur 1,47 m et hauteur 1,45 m. Le moteur est un 3 cylindres de 658 cm³ développant 44 ch, avec un apport supplémentaire de 6,8 ch grâce au moteur électrique sur la version hybride. Poids : 560 kg, ou 730 kg en hybride. Réservoir : 21 litres. Consommation : 4,5 l/100 en version essence, 2,93 l/100 en hybride (selon les normes japonaises).

## Galerie

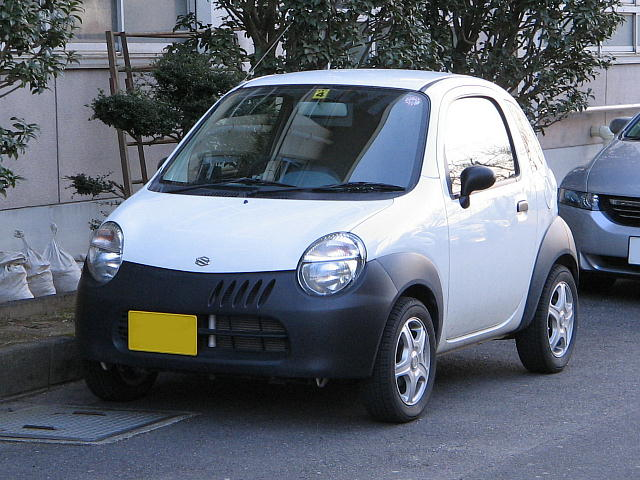
Face avant
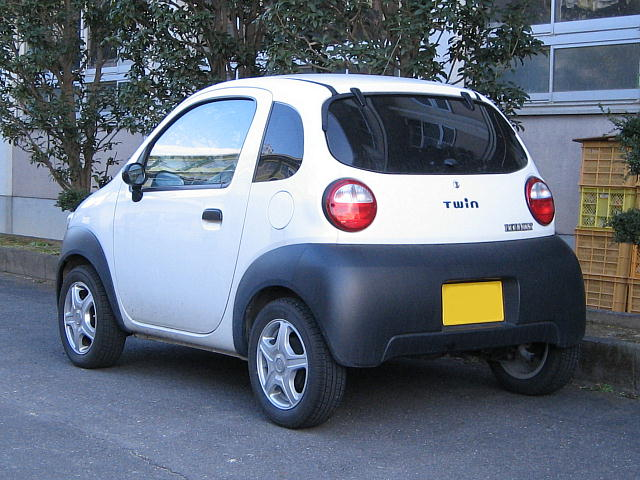
Face arrière